# Trout Beck (Windermere)
Der Trout Beck ist ein Fluss im Lake District in Cumbria, England. Der Trout Beck entsteht an den südlichen Hängen unterhalb des Stony Cove Pike. Der Fluss mündet nach 11 km nördlich des Ortes Windermere in den See Windermere. Der Fluss war bis 1974 in seiner ganzen Länge in Westmorland, er liegt heute aber vollständig in Cumbria.
Der Trout Beck fließt von seiner Entstehung in südlicher Richtung; er fließt durch ein enges Tal östlich des Ortes Troutbeck und westlich der Troutbeck Tongue. Der Hagg Gill und der Woundale Beck sind seine zwei größten Zuflüsse zu denen noch eine ganze Reihe kleiner unbenannter Bäche kommen.
Der Trout Beck bildet in seinem Oberlauf zusammen mit dem Hagg Gill und dem dazwischen liegenden Bergrücken der Troutbeck Tongue den Troutbeck Site of Special Scientific Interest. Die Besonderheit des Gebiets liegt in ihrer Vegetation, die aus einem Wechsel von Farn- und Grasland besteht.